# Kremenîșce, Kiev-Sveatoșîn
Kremenîșce (în ucraineană Кременище) este un sat în comuna Hotiv din raionul Kiev-Sveatoșîn, regiunea Kiev, Ucraina.

## Demografie
Componența lingvistică a localității Kremenîșce
     Ucraineană (97,6%)
     Rusă (2,13%)
     Alte limbi (0,27%)
Conform recensământului din 2001, majoritatea populației localității Kremenîșce era vorbitoare de ucraineană (97,6%), existând în minoritate și vorbitori de rusă (2,13%).